# Batalha de Guisa
A batalha de Guisa foi um combate ocorrido entre 20 e 30 de novembro de 1958, durante a Revolução cubana, na zona de Guisa, na antiga província de Oriente, em Cuba.

## História

### Antecedentes
Na manhã do dia 20 de novembro de 1958, um comboio de soldados de Fulgencio Batista iniciou seu habitual percurso desde Guisa. Pouco depois de abandonar essa localidade, situada na falda norte da Serra Maestra, os rebeldes atacaram a caravana.

### Ação

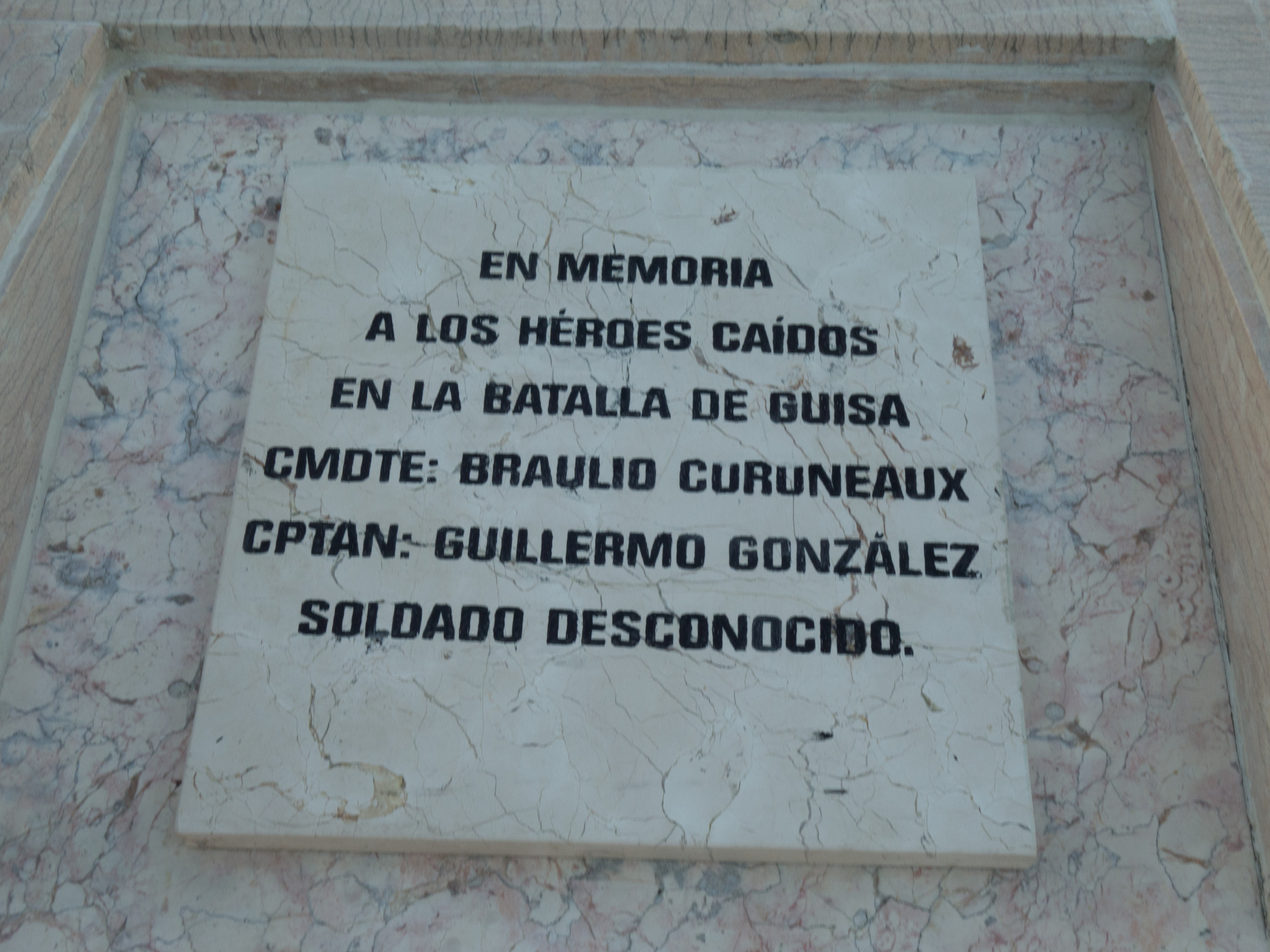
Memorial da Batalha de Guisa em Guisa, na atual província de Granma, em Cuba.

Tomar a posição era o principal objectivo do Exército Rebelde onde tomaram parte cerca de 200 rebeldes, dirigidos pessoalmente por Fidel Castro. Após 10 dias, Guisa seria tomada. A sua captura permitiu ao Exército Rebelde aproveitar as armas ali concentradas para continuar a ofensiva em diferentes locais, tais como Jiguaní, Contramaestre, Palma Soriano e El Cobre, enquanto da direção da Segunda Frente Oriental, liderada por Raúl Castro, foram tomadas povoações importantes como Alto Songo, La Maya, El Cristo, Dos Caminos e San Luis. Na batalha, o exército sofreu um total de 160 baixas, e a guerrilha perdeu o capitão Braulio Coroneaux e vários outros combatentes.